# Adrenaline Drive
Adrenaline Drive (アドレナリン・ドライブ?, Adorenarin doraibu) è un film del 1999 scritto e diretto da Shinobu Yaguchi.

## Trama
Satoru Suzuki è un giovane insoddisfatto del proprio impiego, il quale a causa di uno scherzo della sorte si ritrova in possesso di una gigantesca somma di denaro; insieme a lui è presente anche Shizuko Sato, una giovane e timida infermiera. In seguito, i due scoprono che alcuni membri della yakuza sono sulle loro tracce, desiderosi di recuperare la somma, e decidono quindi di fuggire; lungo il viaggio, i due finiscono però per innamorarsi. Grazie a un'arguta trovata della ragazza, i due riescono infine a far credere agli yakuza che il denaro sia andato irrimediabilmente perduto, e possono così utilizzarlo per assicurarsi un ottimo futuro insieme.

## Distribuzione
In Giappone la pellicola è stata distribuita dalla Nippon Herald Films a partire dal 12 giugno 1999.